# Schatzfund von Bet Sche’an
Der Schatzfund von Bet Scheʾan wurde 1998 während Rettungsgrabungen im Südviertel der Stadt Bet Scheʾan, östlich der Straße von Tiberias nach Jericho in Israel entdeckt. Der Hort besteht aus 751 byzantinischen Goldmünzen des 7. Jahrhunderts. Mit einem Gewicht von etwa 3,4 kg ist es der größte Goldhort des 7. Jahrhunderts, der bei archäologischen Grabungen gefunden wurde. 
Die Grabungen legten einen Komplex von Wohnhäusern aus der byzantinischen und Umayyaden-Zeit frei, der offensichtlich durch das Erdbeben von 749 zerstört worden war. Der Fund wurde in einem Gebiet gemacht, dass gegen Ende der byzantinischen Zeit außerhalb der Stadtmauer lag. Während der Umayyaden-Zeit (7. bis 8. Jahrhundert) wuchs dieser weiterhin unbefestigte Stadtteil an. Der Goldhort wurde unter dem Fußboden, auf dem sich auch eine Gruppe von Krügen befand, in der Ecke eines Hofes gefunden. Die Goldmünzen lagen in einem kleinen Kochtopf. Obwohl der Topf für die Umayyadenzeit charakteristisch ist, handelt es sich bei allen Münzen um Solidi, die Standardgoldmünzen des Byzantinischen Reiches. Die zumeist in Konstantinopel erfolgten Münzprägungen decken einen Zeitraum von etwa 70 Jahren ab (von 610 bis 681). Alle vier Kaiser dieser Zeit sind durch ihre Münzen vertreten:
- Phokas (603–610) mit 95 Münzen,

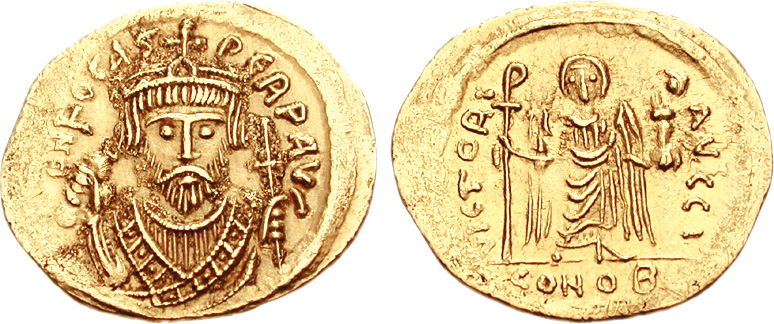
Solidus des Phokas

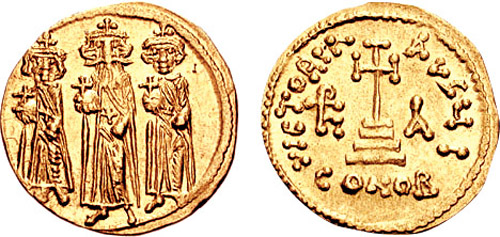
Solidus des Herakleios mit seinen Söhnen Konstantin III. und Heraklonas

- Herakleios (610–641) mit 382 Münzen,
- Konstans II. (641–668) mit 219 Münzen,
- Konstantin IV. (668–685) mit 55 Münzen.

Die Ikonographie der Solidi des 7. Jahrhunderts ist ziemlich einheitlich. Die Vorderseite zeigt das Bildnis des Kaisers mit oder ohne seine Söhne und mit seinem Namen. Bis in die Herrschaftszeit des Phocas befindet sich ein stehender Engel in Frontalansicht mit der Inschrift: „VICTORIA AVG“ (Sieg des Augustus) auf der Rückseite. Dann folgt ein Buchstabe, die so genannte „officina“, wahrscheinlich die Kennzeichnung der Münzstätte oder die Seriennummer der Münzausgabe. Darunter folgt die Abkürzung: „CONOB“, eine Kombination aus dem Münzort Konstantinopel und dem Begriff „obrizum“, was Feingold bedeutet. Kaiser Heraclius führte das Kreuz auf drei Stufen als neue Abbildung auf der Rückseite ein. Dies blieb die häufigste Darstellung während des 7. Jahrhunderts. Ein Phänomen auf den Münzen des Hortes sind Graffiti. Viele repräsentieren Symbole, Monogramme und Buchstaben, die bisweilen kurze Worte bilden.
Der Hort von Bet Scheʾan vertritt offenbar die lokale Währung der arabisch-byzantinischen Übergangszeit. Er wurde wahrscheinlich während der 10 instabilen Jahre vor der Währungsreform (696/697) des Kalifen Abd al-Malik (646–705) angelegt, der den Gebrauch byzantinischen Geldes verbot. Horte wie der von Bet Scheʾan belegen, dass byzantinische Goldmünzen bis zur Reform Abd al-Maliks in Umlauf blieben.